# Salim Ben Ali
Salim Ben Ali (* wahrscheinlich 1918; † 2002) war ein komorischer Politiker.
Unter Präsident Ahmed Abdallah war er vom 22. Dezember 1978 bis zum 8. Februar 1982 Premierminister der Komoren.
Sein Stiefsohn ist Abbas Djoussouf, der vom 22. November 1998 bis 30. April 1999 Premierminister der Komoren war.